# Сухопільська сільська рада
Сухопільська сільська́ ра́да (біл. Сухопальскі сельсавет) — адміністративно-територіальна одиниця у складі Пружанського району Берестейської області Білорусі. Адміністративний центр — село Сухополь.

## Склад
Населені пункти, що підпорядковувалися сільській раді станом на 2009 рік:
| Населений пункт | Тип   | Населення, осіб (2009) |
| --------------- | ----- | ---------------------- |
| Андріяновка     | село  | 41                     |
| Бабинець        | село  | 4                      |
| Великий Красник | село  | 33                     |
| Борки           | село  | 46                     |
| Галени          | село  | 85                     |
| Глубокий Кут    | село  | 17                     |
| Глушець         | село  | 21                     |
| Гриневичі       | село  | 49                     |
| Детоветчина     | село  | 31                     |
| Ізбиці          | село  | 28                     |
| Клетне          | село  | 58                     |
| Левки           | село  | 13                     |
| Малий Красник   | село  | 27                     |
| Мурава          | село  | 554                    |
| Непомациновка   | село  | 41                     |
| Новосілки       | село  | 120                    |
| Попелево        | село  | 126                    |
| Приколесь       | село  | 53                     |
| Ровбицьк        | село  | 551                    |
| Сухополь        | село  | 393                    |
| Хвалово         | село  | 204                    |
| Хвойник         | село  | 48                     |
| Чадель          | село  | 61                     |
| Чепелі          | село  | 193                    |
| Яновщизна       | хутір | 283                    |

## Населення
За переписом населення Білорусі 2009 року чисельність населення сільської ради становила 3080 осіб.

### Національність
Розподіл населення за рідною національністю за даними перепису 2009 року:
| Національність                | Осіб | Відсоток |
| ----------------------------- | ---- | -------- |
| білоруси                      | 2855 | 92,69 %  |
| росіяни                       | 87   | 2,82 %   |
| українці                      | 86   | 2,79 %   |
| поляки                        | 31   | 1,01 %   |
| вірмени                       | 5    | 0,16 %   |
| молдовани                     | 5    | 0,16 %   |
| національність не повідомлена | 4    | 0,13 %   |
| комі-перм'яки                 | 2    | 0,06 %   |
| татари                        | 1    | 0,03 %   |
| азербайджанці                 | 1    | 0,03 %   |
| німці                         | 1    | 0,03 %   |
| чуваші                        | 1    | 0,03 %   |
| удмурти                       | 1    | 0,03 %   |
| Разом                         | 3080 | 100 %    |